# Éléphant nain

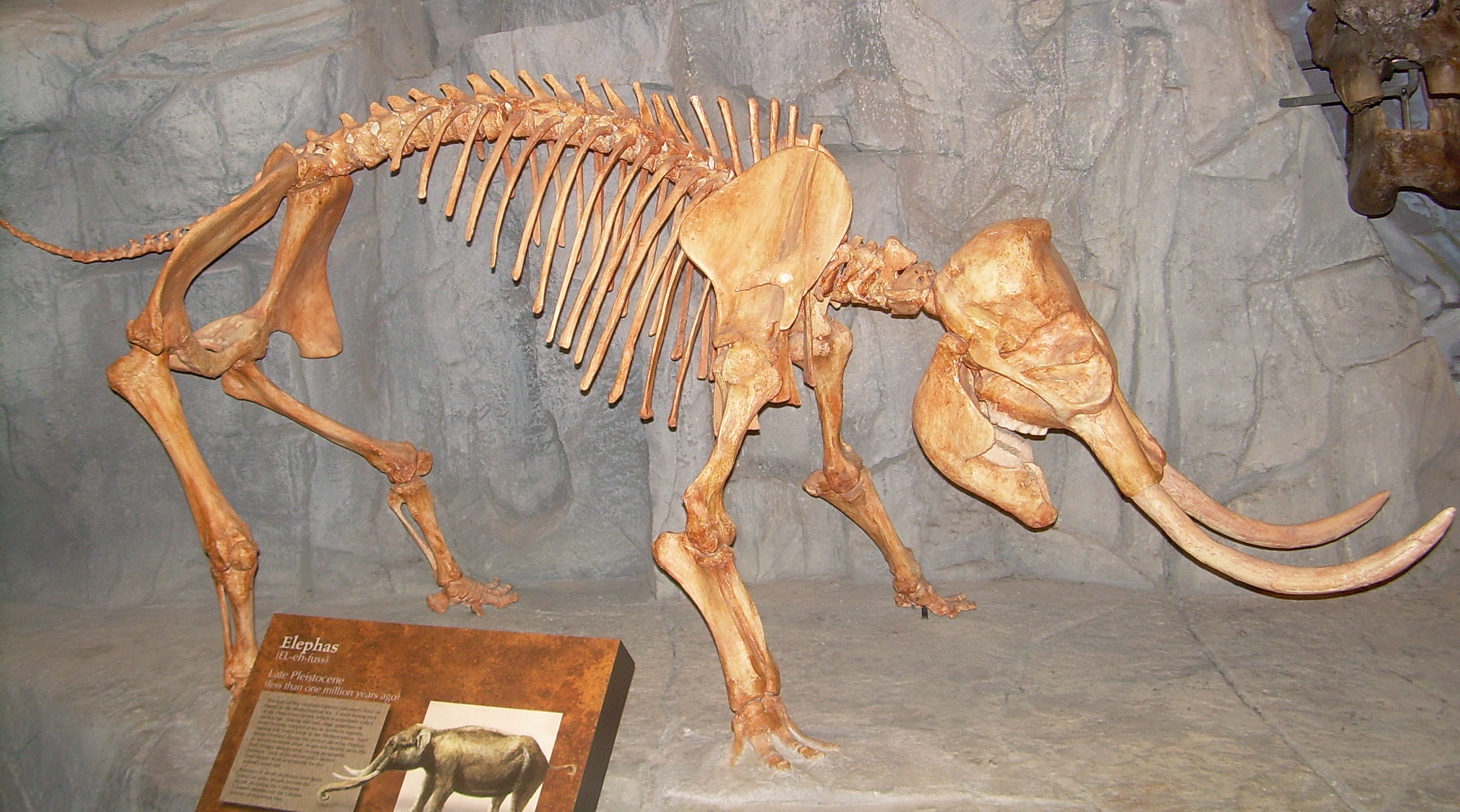
Moulage d'un squelette dElephas falconeri

Les éléphants nains sont des membres préhistoriques de l'ordre des Proboscidiens dont la taille (d'environ 1,5 à 2,3 mètres) diminua de beaucoup par rapport à celle de leurs ancêtres immédiats dans les îles par spéciation allopatrique.
Ils sont un exemple de nanisme insulaire, phénomène par lequel de grands vertébrés terrestres (d'ordinaire des mammifères) qui colonisent des îles évoluent pour donner des formes naines et qui est attribué à une adaptation à des milieux pauvres en ressources et à une sélection favorable à une maturation et à une reproduction hâtives. Certaines populations modernes d'éléphants d'Asie ont aussi rapetissé dans une moindre mesure pour donner des populations d'éléphants pygmées.
Des restes fossiles d'éléphants nains ont été découverts dans les îles méditerranéennes de Chypre, de Malte (à Ghar Dalam), de Crète (à Vamos, à Stylos et dans une caverne côtière maintenant immergée), de Sicile, de Sardaigne, des Cyclades et du Dodécanèse. On a découvert des Stégodons nains à Sulawesi, à Florès, à  Timor et ailleurs dans les Petites îles de la Sonde. Les Channel Islands de Californie ont jadis abrité une espèce naine descendant du Mammouth de Colomb, tandis que de petites races de mammouths laineux ont jadis vécu dans l'île Saint-Paul, en Alaska ; les mammouths de l'île Wrangel ne sont plus considérés comme nains.
Dans le cas de la Sicile et de Malte, reliées jadis à l'Italie par un isthme, les ancêtres de ces espèces insulaires y arrivèrent il y a 800 000 ans. Ils purent aussi le faire en Crète, reliée au Péloponnèse par des îles et des passages. Quant aux Cyclades, au Dodécanèse, à Chypre, dans les îles de Santa Cruz (au large de la Californie), à Sulawesi, à Florès et à Timor, ils n'ont pu le faire qu'à la nage.

## Îles de la Méditerranée

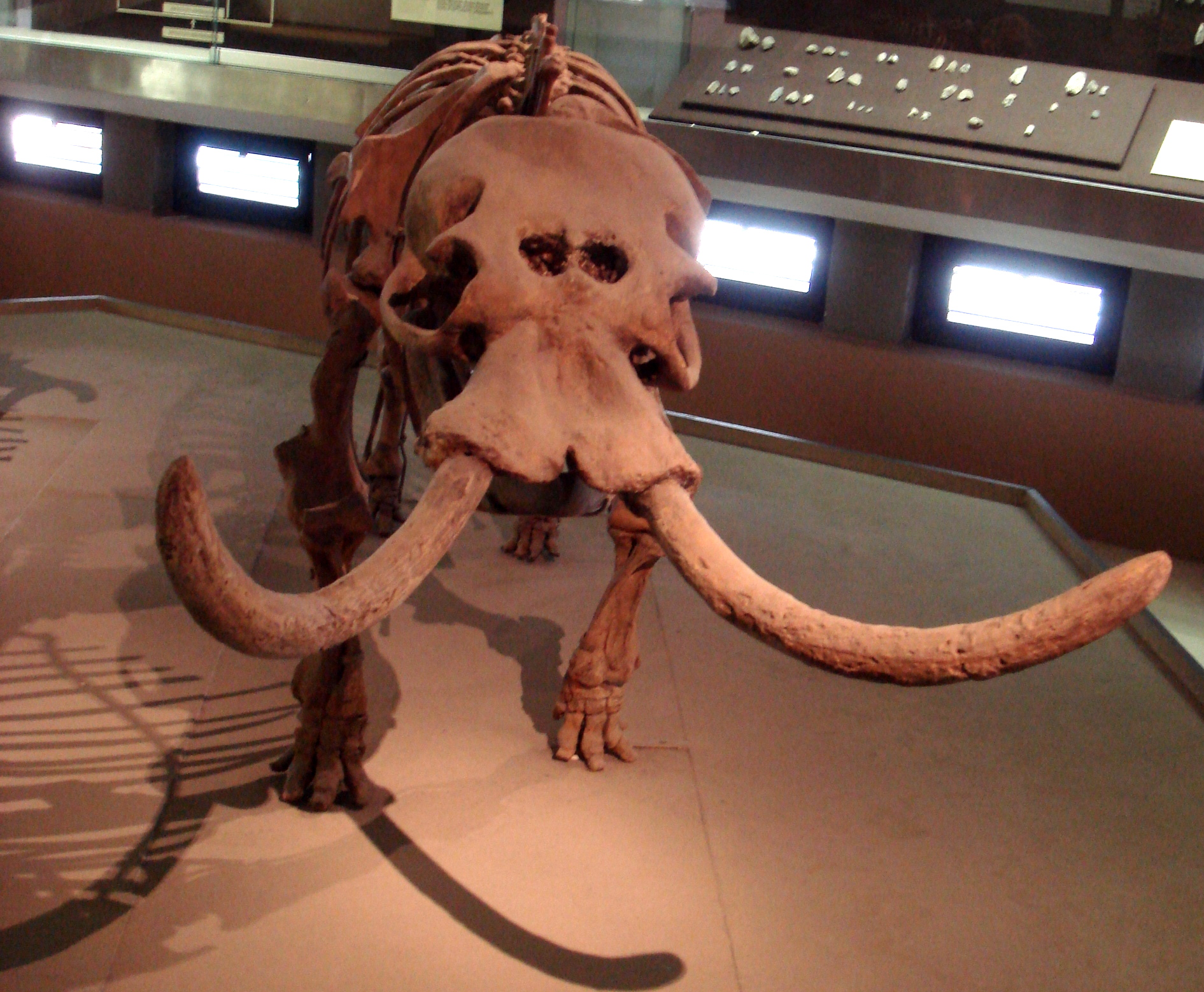
Elephas falconeri

C'est au Pléistocène que les éléphants nains sont apparus dans toutes les grandes îles méditerranéennes, à l'exception, semble-t-il, de la Corse et des îles Baléares. Généralement classés dans le genre Palaeoloxodon, ces éléphants dériveraient de l'Éléphant à défenses droites (Elephas ou Palaeoloxodon antiquus, Falconer et Cautley, 1847) continental. Fait exception le mammouth nain de Sardaigne, Mammuthus lamarmorae (Major, 1883), premier éléphant endémique des îles méditerranéennes reconnu comme appartenant à la lignée des mammouths. Une étude génétique publiée en 2006 exposait la théorie qu'Elephas creticus pouvait aussi appartenir à la lignée des mammouths plutôt qu'à celle des éléphants, mais une étude scientifique de 2007 montre que de nombreux facteurs amoindrissent sérieusement la preuve de l'ADN apportée par cette recherche génétique.

Il y a de nombreuses incertitudes concernant la date d'apparition des éléphants nains dans les îles méditerranéennes, leurs relations phylogénétiques et leur situation taxinomique. L'extinction de ceux des îles n'a pas été corrélée avec l'arrivée de l'homme dans les îles.[Interprétation personnelle ?] Le philosophe Empédocle voyait dans les crânes de ces éléphants le vestige de cyclopes, l'orifice nasal pouvant être confondu avec l'orbite d'un tel être mythique.
 (février 2022).

### Sardaigne
- Mammuthus lamarmorae (Major, 1883)

### Sicile et Malte
- Elephas (Palaeoloxodon) antiquus leonardii (Aguirre, 1969)
- Elephas (Palaeoloxodon) mnaidriensis (Adams, 1874)
- Elephas (Palaeoloxodon) melitensis (Falconer, 1868)
- Elephas (Palaeoloxodon) falconeri (Busk, 1867)

Le premier de ces proboscidiens nains à être décrit en provenance de Malte est Elephas melitentis, dont le mâle adulte mesurait 1,40 mètre. Elephas antiquus leonardii, sous-espèce insulaire d'E. antiquus et ancêtre commun de toutes les formes naines, différait de taille d'une île à l'autre et atteignait plus de deux mètres de haut, et E. mnaidriensis, était un éléphant de taille intermédiaire (2 mètres de haut), alors qu'E. Falconeri, aux grandes défenses, ne mesurait que 90 centimètres au garrot et pesait 100 kilogrammes.

### Crète
- Mammuthus creticus (en) (Bate, 1907)

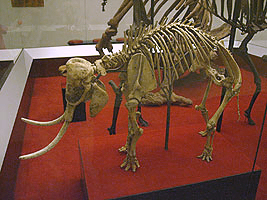
Squelette d'un éléphant nain de Crète

- Palaeoloxodon creutzburgi (Kuss, 1965)
- Palaeoloxodon chaniensis (en) (Symeonides et al., 2001)[5]

En 2002, Poulakakis et d'autres proposèrent de conserver l'espèce d'« éléphant » nain Mammuthus creticus et de classer les spécimens de taille supérieure déjà décrits dans la nouvelle sous-espèce Elephas antiquus creutzburgi (Kuss, 1965). Dans un rapport de recherche sur l'ADN publié en 2006, Poulakakis et d'autres proposèrent de renommer Elephas (Palaeoloxodon) creticus Mammuthus creticus (Bate, 1907). Dans une étude de 2007, les auteurs minèrent cette proposition en montrant les points faibles de cette recherche génétique,. En 2012, Victoria L. Herridge et Adrian M. Lister apportèrent des preuves morphologiques du fait que P. creticus était bien un mammouth, dérivé de Mammuthus meridionalis ou de M. rumanus.

### Chypre
- Elephas cypriotes Bate, 1903

L'éléphant nain de Chypre vécut jusqu'en 11 000 av. J.-C. au moins. Son poids corporel estimatif n'était que de 200 kg, soit seulement 2 % des 10 000 kg de son ancêtre, l'Éléphant à défenses droites. Les molaires du nain atteignaient quelque 40 % de la taille de celles de son ancêtre.
Les restes de cette espèce furent d'abord découverts dans une caverne des collines de Kyrenia en 1902 par Dorothea Bate, qui consigna sa découverte et en rendit compte en 1903,.

### Cyclades
Des débris fossiles d'éléphants ont été découverts dans les îles de Delos, de Naxos, de Kythnos, de Serifos et de Milos. L'éléphant de Delos ressemble par la taille à un petit Elephas antiquus, et celui de Naxos, à Elephas melitensis. Les fossiles de Kythnos, de Serifos et de Milos n'ont pas été décrits.

### Dodécanèse
Les ossements d'un éléphant nain endémique ont été découverts dans l'île de Rhodes. Il ressemblait par sa taille à Elephas mnaidriensis.
Deux groupes de restes d'éléphants nains furent découverts dans l'île de Tilos. Ces éléphants avaient une taille semblable à celles d'Elephas mnaidriensis et d'Elephas falconeri, plus petit, mais les deux groupes présentaient un dimorphisme sexuel,. Les restes furent d'abord considérés comme ceux de Palaeoloxodon antiquus falconeri (Busk, 1867), mais comme ce nom désignait les éléphants nains de l'île de Malte et qu'on ne pouvait prouver qu'une voie migratoire existait entre les deux îles, ce nom ne devait pas servir à désigner les restes d'éléphants de Tilos, dont l'espèce est maintenant appelée Elephas tiliensis. L'éléphant nain de Tilos est le premier éléphant nain dont la séquence d'ADN a été étudiée. Cette recherche a confirmé les études morphologiques précédentes selon lesquelles Palaeoloxodon était plus proche d'Elephas que de Loxodonta ou de Mammuthus. Après l'étude de nouveau matériel ostéologique découvert dans la grotte de Charkadio dans Tilos, le nouveau nom d'espèce Elephas tiliensis a été donné aux éléphants nains de Tilos. C'est le dernier éléphant préhistorique à avoir vécu en Europe, ne s'étant éteint que moins de 4 000 ans av. J.-C., bien avant dans l'Holocène.

## Channel Islands de Californie
Le Mammouth de Colomb (Mammuthus columbii) produisit une population isolée, distincte, à la fin du Pléistocène. L'un de ces groupes isolés se forma dans les Channel Islands de Californie il y a très probablement quelque 40 000 ans, mais l'époque de son isolement n'est pas bien connue. Les forces de la sélection y entraînèrent le rapetissement d'animaux et la formation d'une nouvelle espèce, le Mammouth nain (Mammuthus exilis), qui mesurait de 150 à 190 cm au garrot.

## Îles Saint-Paul et Wrangel
Les mammouths survécurent dans l'île Saint-Paul, dans la mer de Bering, jusqu'en 6000 av. J.-C.. La survie d'une population de mammouths peut s'expliquer par les caractéristiques climatiques, topographiques et géographiques de l'endroit, qui entraînèrent la préservation de communautés de plantes des steppes, ainsi que par un degré d'isolement suffisant pour retarder la colonisation de l'île par l'homme. L'île Saint-Paul présente cette caractéristique d'isolement géographique, ce qui implique que la chasse de l'animal par l'homme a peut-être joué un rôle dans la disparition du Mammouth laineux (Mammuthus primigenius).
Pendant la dernière période glaciaire, le Mammouth laineux (Mammuthus primigenius) a aussi vécu dans l'île Wrangel, dans l'océan Arctique, où il a survécu jusqu'en 1700 av. J.-C., date de l'extinction la plus récente d'une population de mammouths connue. L'île Wrangel se serait séparée du continent quelque 10 000 ans av. J.-C. Ses mammouths, qui ont jadis passé pour être nains, mesuraient de 180 à 230 cm au garrot, mais ils ne sont plus considérés comme de véritables « mammouths nains » depuis la deuxième conférence internationale sur les mammouths en 1999.

## Indonésie
À Florès et à Sulawesi, on a trouvé les restes d'éléphants nains datant du Pléistocène.

### Florès
Selon les connaissances actuelles sur la  succession d'espèces de Stegodon à Florès, les nains endémiques représentés par l'espèce Stegodon sondaarii du Pléistocène inférieur s'éteignirent il y a environ 840 000 ans. Ces formes naines furent alors remplacées par Stegodon florensis, espèce de taille moyenne à grande étroitement apparentée au Stegodon trigonocephalus découvert à Java et dans la Wallacea. Cette espèce de Stegodon a évolué au début du Pléistocène supérieur en une nouvelle sous-espèce d'une taille de 30% inférieure à la précédente, nommée Stegodon florensis insularis, le « stégodon nain de Florès », par G. van den Bergh et al., en 2007. Il s'est éteint il y a environ 12 000 ans, probablement à cause d'une éruption volcanique.

### Sulawesi
Stegodon sompoensis vécut au Pléistocène dans l'île de Sulawesi. Il ne mesurait au garrot que 1,50 m.